# 북서부 영토
북서부 영토(Northwest Territory, Old Northwest, Territory North West of the Ohio)는 미합중국 건국 초기의 정치적 구분의 하나를 가리킨다. 1787년 7월 13일에 연합회의에서 통과된 〈북서부 조례〉를 통해 영토 관리 및 주 승격 기준이 정해졌다. 1789년 8월 7일, 미국 헌법 하에 미국 의회에서 일부 수정이 가해진 조례가 재확인되었다. 이 영토는 펜실베이니아의 서쪽, 오하이오 강 북서쪽 모든 토지가 포함됐다. 현재 행정 구역상으로는 오하이오, 인디애나, 일리노이, 미시간과 위스콘신에 해당하며, 미네소타의 북동부도 포함되어 있었다. 오늘날 지리적 구분으로는 미국 중서부(Midwestern United States)라고 불리기도 한다. 영토의 넓이는 673,000 km2에 해당된다.
현재 미국의 북서부는 오리건, 몬태나 등 태평양과 캐나다에 접하는 지역 일대를 가리킨다. 또한 캐나다의 노스웨스트 준주는 북극해에 가까운 지역이며, 현재의 글에서 다루는 북서부 영토와 접하고 있지 않다. 또한 영토의 영어 Territory 또는 Territories은 ‘준주’로 번역될 수 있지만, 합중국 헌법이 적용되어 독자적인 정부와 의회를 갖춘 후 "준주"를 적용하게 된다.

## 역사
이 지역의 탐험은 17세기 프랑스의 모피 무역으로 시작되었다. 프랑스 탐험가 장 니코레가 1634년에 이 지역에 들어갔다는 기록이 남아있다. 프랑스는 이 지역의 곳곳에 기지를 두고 지배 지역을 넓혀 갔다. 그러나 ‘프렌치 인디언 전쟁’이 끝나고, 1763년 〈파리 조약〉으로 프랑스는 영국에 이 지역을 할양했다.
같은 해 1763년에 아메리카 토착민에 의한 ‘폰티액 전쟁’이 일어나자 영국은 원주민을 달래기 위해 〈1763년 선언〉을 발표하고, 애팔래치아산맥 서쪽으로 백인 출입을 금지시켰다. 그러나 이것이 확장을 목표로 미국 식민지인들의 분노를 사서, 미국 독립 전쟁을 일으키는 원인 중 하나가 되었다.

독립 후 13개 식민지의 서방영토 영유권 요구와 그 포기의 상황

영국은 미국 독립 전쟁을 끝내고, 〈1783년 파리 조약〉을 통해, 미합중국 오하이오 강의 북쪽과 애팔래치아산맥의 서쪽 지역을 할양했지만, 그 후에도 오랫동안 기존의 요새를 거점으로한 군사적 점령을 계속했다.
독립 전쟁 도중에 이미 여러 식민지의 서쪽 영토 영유권 요구가 시작되고 있었다. 영유권을 요구한 식민지는 버지니아 식민지, 매사추세츠만 식민지, 뉴욕 식민지 및 코네티컷 식민지였다. 1777년 11월 대륙회의를 통해 채택된 연합규약은 즉각적인 비준을 위해 13개 식민지에 보내졌지만, 비준이 끝난 것은 3년 이상이 지난 1781년 3월이었다. 이렇게 지연된 원인은 메릴랜드 식민지와 같은 서쪽 영토의 영유권 요구를 하지 않는 식민지가 영유 요구를 하고 있는 식민지의 요구를 거부하지 않으면, 연합규약을 비준하지 않겠다는 태도를 취하고 있었기 때문이다. 메릴랜드 식민지 등은 연합규약에 따라 연방 정부가 구성되었을 때, 다른 식민지의 영토가 확대되어 정치적 균형이 무너질 것을 우려했다. 비준을 얻기 위한 협상 결과로 미국 정부에 영유 요구를 하고 있던 식민지가 속속 영유권 요구주장을 철회하였다. 뉴욕은 1780년에, 버지니아는 1784년에, 매사추세츠와 코네티컷은 1785년에 철회하게 된다. 이 결과 북서부 영토의 대부분은 어떤 식민지에도 속하지 않고, 미국 정부가 소유한 공유지가 되었다. 그러나 버지니아와 코네티컷은 재향 군인에 대한 보상으로 버지니아 군사 지역과 코네티컷 서부 보호구역, 두 영역을 유보했다.
1785년의 〈공유지 조례〉를 통해 북서부 영토를 판매 가능한 토지 단위로 측량 조사하는 표준안이 만들어졌다. 오하이오 지역은 이미 다른 방법으로 여러 차례 부분적인 측량 조사를 실시했지만, 그 결과 오하이오는 측량 조사된 토지를 이어 붙인 형태가 되었다. 북서부 영토의 나머지 지역은 거의 균일한 구형의 군 지역과 지역에 분할 매각 및 개발을 할 수 있게 되었다.
미국의 확장에 따라 원주민과의 관계 그리고 지속적인 상업활동을 하고 있던 영국 교역 기지의 존재가 걸림돌이 됐다. 원주민들과 오랫동안 계속된 전쟁(북서 인디언 전쟁)은 1794년의 ‘폴른 팀버스 전투’에서 앤서니 웨인 장군이 인디언 부족 동맹군을 물리치고, 1795년 〈그린빌 조약〉으로 일단락 지었다. 영국과의 관계는 1794년 〈제이 조약〉을 통해, 일시적이지만 원활한 관계를 구축했다. 1780년대 이 지역의 인구는 아직 영국 시민 인구가 우세했다. 그러나 인구가 역전됨에 따라 또한 북서부 영토에서 영국과의 관계를 확립하지 못한 것이 결국 미영 전쟁의 원인 중 하나가 되었다. 미영 전쟁을 끝낸 1814년 〈헨트 조약〉으로 영국은 결국 북서부 영토에 대한 영유권 주장을 철회하게 되었다.
〈북서부 조례〉가 통과된 무렵의 북서부 영토의 인구는 원주민 약 45,000명과 프랑스 또는 영국인으로 구성된 2,000명의 교역 업체 관련자들이 있었다. 공식적으로는 1788년 4월 7일에 오하이오 매리에 정착한 것이 미국에 처음이다. 1788년 7월 15일, 아서 세인트 클레어가 매리에 정식 정부를 만들었다. 세인트 클레어의 최초의 계획은 영토를 5개의 군으로 나눠 워싱턴 카운티(오하이오 사이오토 강 동쪽), 해밀턴 카운티(오하이오 사이오토 강과 마이애미 강 사이), 녹스 카운티(인디애나와 동부 일리노이), 세인트 클레어 카운티(일리노이와 위스콘신)과 웨인 카운티(미시간)로 할 예정이었다.
1800년 7월 4일, 인디애나 준주를 분할하면서 북서 영토(준주)는 오늘 날의 오하이오가 되었으며, 주 승격을 준비하기 시작했다. 1803년 3월 1일, 오하이오가 미국의 주로 인정을 받으면서, 북서부 영토는 소멸했다.

## 법률 및 정부

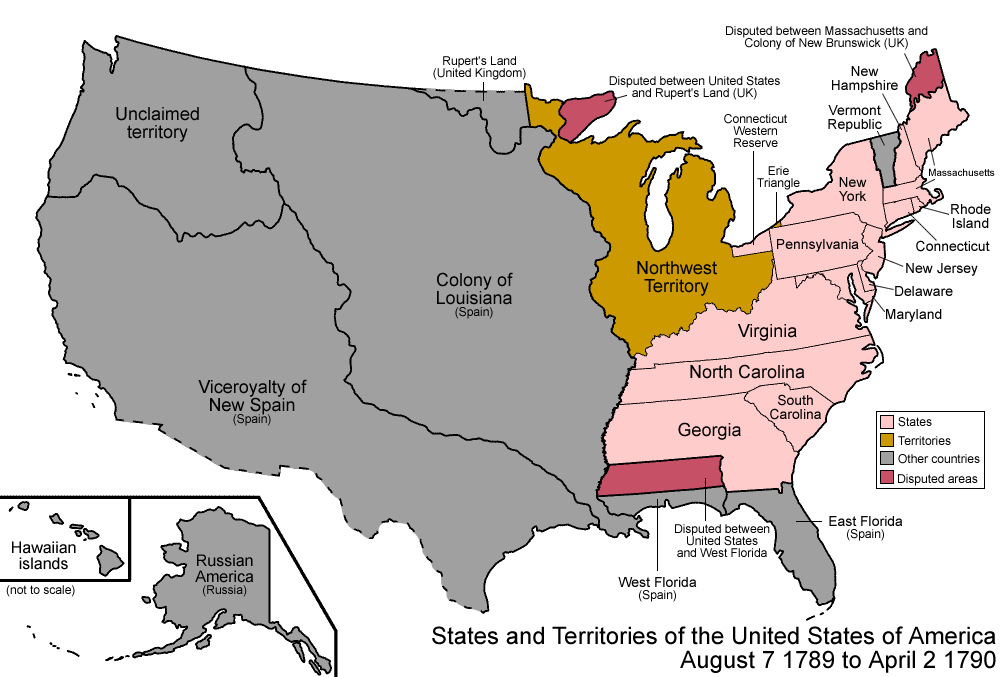
1789년 7월 7일의 미국 지도, 북서부 영토는 1790년 4월 2일 조직되었고, 남서 영토도 조직되었다.

북서부 영토는 당초 군법을 수정한 형태의 법을 가지고 있었다. 주지사는 동시에 영토 내 최고위급 장교이며, 또한 입법과 행정을 실행할 수 있는 능력을 겸하고 있었다. 그러나 최고재판소가 만들어지면서, 지사와 법원이 입법권을 분할하는 형태가 되었다. 특정 지역의 인구가 일정 수에 이르면, 카운티 정부가 설치되고, 그 지역의 행정 및 사법을 관할했다. 이러한 것이 최초로 생성된 카운티는 워싱턴 카운티로 1788년에 매리에타에 설치되었다. 1790년에는 신시내티 해밀턴 카운티에도 설치가 이어졌다. 이 지역은 이후에 오하이오의 일부가 되었다. 개척자의 수가 5,000명을 넘어선 지역은 준주 정부가 만들어졌으며, 1798년이 되어서야 최초로 준주 정부가 설치되었다. 북서부 조례에 규정된 정부의 모든 기능이 설치되었다. 의회는 하원과 위원회로 구성되는 양원제에 가까운 형태였다. 하원은 각 군에서 2명의 대의원을 선출하여, 총 22명으로 구성되었다. 이어 하원이 10명의 시민을 위원회 위원 후보로 지명했다. 이 후보자 명단을 미국 의회에 보내, 미국 의회가 그 중 5명을 위원으로 지명했다. 이 의회에서는 준주의 입법을 담당했지만, 준주 지사는 거부권을 가지고 있었다.
북서부 조례에 포함된 맹약 조항 제6조는 영토에서의 노예 소유를 금지하고 있었다. 그러나 준주 정부는 도제 계약을 통해 교묘하게 법망을 피해갔다. 맹약 조항은 영토 내에서의 종교를 이유로 법적 차별을 받는 것을 금지했다.
토머스 제퍼슨이 고안한 군구 제도는 1785년 공유지 조례에 의해 최초로 북서부 영토에 도입되었다. 북서부 영토의 구형 측량 방식은 중서부의 확대 시에도 선례로 사용되었다. 구획, 타운, 군(및 주)가 과학적으로 나눠졌고, 토지는 빠르고 효율적으로 매각되었다. (투기적 일탈이 없었다고 단언 할 수 없지만)

### 지도자들
아서 세인트 클레어는 북서부 영토의 최초의 지사로 1802년 11월 토머스 제퍼슨 대통령이 그를 해임하고, 찰스 윌링 버드를 임명할 때까지 지사직을 맡았다. 찰스 윌링 버드는 오하이오가 주가 되어 1803년 3월 3일 주지사 에드워드 티핀이 선출될 때까지 몇 개월 간 그 자리를 맡았다. 최초의 최고 법원 판사는 존 클리브스 심즈와 제임스 미첼 바넘과 및 새뮤얼 홀덴 파슨스로 구성되어 있었다. 3명의 보좌관을 두었는데, 윈스롭 사전트(1788년 7월 9일-1798년 5월 31일), 윌리엄 헨리 해리슨(1798년 6월 29일-1799년 12월 31일)및 찰스 휠링 버드(1800년 1월 1일-1803년 1월 15일)였다.
북서부 영토의 의회는 사법 위원회(의회가 임명한 5인), 그리고 9개 군에서 남성 자유민들에 의해 선출된 하원으로 구성되어 있었다. 최초의 의회 회기는 1799년 9월에 열렸다. 의회가 한 최초의 일은 비선출 의회파견단을 선출하는 일이었다. 주지사였던 세인트 클레어와의 권력 분쟁에 휘말려, 사법부는 간신히 아서 세인트 클레어 주니어 대신 윌리엄 헨리 해리슨을 최초의 대표단으로 선출했다. 이후의 파견단으로는 윌리엄 맥밀란(1800–1801)과 폴 피어링(1801–1803)이 선출되었다.
1788년 9월 2일에 매리에타에 최초의 항소 법원을 열었다. 최초로 재판을 한 것은 루퍼스 퍼트넘 장군과 벤자민 투퍼 장군, 그리고 아치발드 크래리 대령을 재판한 것이었다. 에베네저 스프라우트가 최초의 보안관이었고, 폴 피어링이 이 영토에 개업한 최초의 변호사가 되었다. 윌리엄 스태이시 대령이 초대 법정의 배심원장이 되었다. 그래핀 그린은 치안판사로 임명되었다.
최초의 보좌관이었던 윈스롭 사전트는 벤자민 투퍼 장군의 딸인 로웨나 투퍼와 1786년 2월 6일 매리에타에서 북서부 영토에서는 최초로 거행된 결혼식을 올렸다.

## 행정 구역
아서 세인트 클래어가 주 지사로 있을 때 13개이 군이 존재했다.
- 워싱턴 군
- 해밀턴 군
- 세인트 클래어 군
- 녹스 군
- 랜돌프군
- 웨인군
- 애덤스 군
- 제퍼슨 군
- 로스 군

녹스와 랜돌프 그리고 세인트 클래어 군은 1800년 7월 4일 효율을 위해 분리되었으며, 웨인군의 서쪽 부분을 따라서, 현재의 미네소타와 위스콘신 지역에 있었던 행정 구역에 편입되지 않았던 지역이 인디애나 준주가 되었다.
- 트럼불 군
- 클레먼투 군
- 페어필드 군
- 벨먼트 군

북서부 영토는 1803년 3월 1일 오하이오가 주로 승격될 때까지 지속되었으며, 웨인군의 일부였지만, 트럼불 군에 포함되지 않은 오하이오의 땅은 새로운 행정 구역이 형성될 때까지 행정 구역에서 배제된 채로 남아있었다. 대략 미시간 하부 반도의 절반에 해당하는 동쪽의 절반에 해당하는 웨인군의 나머지 부분과 상부 반도의 동단은 인디애나 준주로 편입되었다.

## 영토 구분
- 북서부 영토를 둘러싸고 있었던 미합중국의 영토는 다음과 같다.
  - 인디애나 준주, 1800–1816
  - 미시간 준주, 1805–1837
  - 일리노이 준주, 1809–1818
  - 위스콘신 준주, 1836–1848
  - 미네소타 준주, 1849–1858
- 한 때 북서부 영토의 일부였던 땅을 둘러싸고 있는 미합중국의 영토는 다음과 같다.
  - 오하이오주, 1803
  - 인디애나주, 1816
  - 일리노이주, 1818
  - 미시간주, 1837
  - 위스콘신주, 1848
  - 미네소타주, 1858

## 같이 보기
- 북서부 조례
- 북서 인디언 전쟁
- 남서부 영토
- 미국 중서부